# Prix de la Communauté de communes de la Thiérache du Centre
Prix de la Communauté de communes de la Thiérache du Centre är ett travlopp för 4 till 10-åriga varmblod hingstar och Valacker samt Ston som körs på Hippodrome de la Thiérache utanför La Capelle i Frankrike varje år. Det går av stapeln i mitten av juli. Det är ett Grupp 2-lopp, det vill säga ett lopp av näst högsta internationella klass. Loppet körs över sprinterdistansen 1609 meter med autostart. Den samlade prissumman i loppet är 100 000 euro, varav 45 000 euro till vinnaren.
Det är det andra av tre evenemang i High Speed Trot Challenge (de andra två är Critérium de vitesse de Basse-Normandie och Grand Prix du Departement des Alpes-Maritimes)

## Vinnare
| År   | Häst             | Land      | Efter              | Kusk                  | Distans             | Tid    |
| ---- | ---------------- | --------- | ------------------ | --------------------- | ------------------- | ------ |
| 2023 | Horsy Dream      | Frankrike | Scipion du Goutier | Éric Raffin           | Pierre Belloche     | 1'10"3 |
| 2022 | Hohneck          | Frankrike | Royal Dream        | François Lagadeuc     | Philippe Allaire    | 1'11"4 |
| 2021 | Davidson du Pont | Frankrike | Pacha du Pont      | Nicolas Bazire        | Jean-Michel Bazire  | 1'09"3 |
| 2020 | Drole de Jet     | Frankrike | Coktail Jet        | Pierre Vercruysse     | Pierre Vercruysse   | 1'09"6 |
| 2019 | Valko Jenilat    | Frankrike | Kepler             | Paul-Philippe Ploquin | Sébastien Guarato   | 1'10"5 |
| 2018 | Bold Eagle       | Frankrike | Ready Cash         | Franck Nivard         | Sébastien Guarato   | 1'10"8 |
| 2017 | Up and Quick     | Frankrike | Buvetier d'Aunou   | Franck Nivard         | Franck Leblanc      | 1'10"2 |
| 2016 | Your Highness    | Sverige   | Chocolatier        | Örjan Kihlström       | Fabrice Souloy      | 1'10"8 |
| 2015 | Roi du Lupin     | Frankrike | Fleuron Perrine    | Franck Ouvrie         | Jean-Paul Marmion   | 1'11"6 |
| 2014 | Roi du Lupin     | Frankrike | Fleuron Perrine    | Anthony Barrier       | Jean-Paul Marmion   | 1'10"9 |
| 2013 | Commander Crowe  | Sverige   | Juliano Star       | Franck Ouvrie         | Fabrice Souloy      | 1'11"1 |
| 2012 | Quaker Jet       | Frankrike | Love You           | Jean-Étienne Dubois   | Jean-Étienne Dubois | 1'11"5 |
| 2013 | Commander Crowe  | Sverige   | Juliano Star       | Christophe Martens    | Fabrice Souloy      | 1'11"2 |